# ثنائية حزبية
الثنائية الحزبية وضع سياسي، يعمل به في إطار نظام الثنائية الحزبية. نظرياً، تجد فيه أحزاب المعارضة السياسية أساس مشترك للحلول التوافقيه. واقعياً علي كل طرف أن يقدم أجندته السياسية الخاصة على حساب الطرف الآخر، نظراً للاختلاف الإيديولوجيات الفكرية.

## استعمال
يمكن لصفة التعاون بين الحزبين أن يشير إلى أي مشروع قانون وقرار أو عمل سياسي يمكن لكلا الحزبين السياسيين الرئيسيين الاتفاق على كل أو أجزاء من العديد من الخيارات السياسية. ينطوي التعاون بين الحزبين في محاولة لإيجاد أرضية مشتركة، ولكن هناك جدل ما إذا كانت القضايا التي تحتاج إلى أرضية مشتركة هي تلك الطرفية أو المركزية. وغالبا ما تسمى التنازلات إذا كانوا من الحزبين التوفيق بين رغبات كلا الطرفين من النسخة الأصلية من التشريعات أو اقتراح آخر. يمكن عدم تحقيق دعم من الحزبين في مثل هذا النظام يؤدي بسهولة إلى طريق مسدود، مما يثير غضب البعض كثير من الأحيان ودوائرهم الانتخابية. نُشر تحليل في صحيفة نيويورك تايمز في شهر مارس 2010 وتم فيه وضع علامة الوضع الراهن للسياسة الأميركية من السياسة المعارضة التي تركت الناخبين ساخرة حول العملية. الحزبي الثنائي يتطلب «العمل الشاق»، وهو «ممل في بعض الأحيان»، ويستتبع محاولة للعثور على «أرضية مشتركة» لكنه تمكن «حل مشكلة خطيرة»، وفقا لكتاب الافتتاحيات في صحيفة كريستيان ساينس مونيتور في عام 2010.

## سمة من سمات نظام الحزبين
وفقا لجيمس فالوز المحلل السياسي في مجلة المحيط الأطلسي، التعاون بين الحزبين هي ظاهرة تنتمي إلى نظام الحزبين مثل النظام السياسي في الولايات المتحدة ولا ينطبق على النظام البرلماني مثل بريطانيا العظمى، حيث لا يشارك الحزب الأقلية الكتابة في مساعدة التشريع أو التصويت له. يقول فالوز إن في نظام الحزبين، حزب الاقلية يمكنه العرقلة وإحباط أعمال حزب الأغلبية.ومع ذلك، اقترح المحللة آن أبلباوم في صحيفة واشنطن بوستأن التعصب الحزبي قد أنتشر في المملكة المتحدة، ووصفتها بأنها «الدولة التي أصبحت فيها الحكومة والمعارضة تحملق بسخط على بعضها البعض من طرفي نقيض في مجلس العموم، وقيام نواب الحزب بالسخرية عندما يبدأ خصومهم بالكلام». أبلباوم اقترحت وجود الحزبين في بريطانيا، وهذا يعني ائتلاف في عام 2010 بين الأحزاب الرئيسية المعارضة، إلا أنه لا يزال يتعين رؤية ما إذا كان يمكن أن يبقى التحالف معاً من أجل حل مشاكل خطيرة مثل معالجة الأزمة المالية في بريطانيا.
التعاون بين الحزبين (في سياق نظام الحزبين) هو عكس الحزبية التي تتميز في عدم التعاون بين الأحزاب السياسية المتنافسة. جيمس ماديسون أحد الآباء المؤسسون للولايات المتحدة جادل في الأوراق الفيدرالية التي تشكل خطرا على الديمقراطيات على الفصائل، والذي حددها بأنها مجموعة دفعت مصالحها على حساب المصلحة الوطنية. في حين أن من وضع الدستور لا يعتقد أن الأحزاب السياسية ستلعب دورا في السياسة الأميركية، كانت الأحزاب السياسية لفترة طويلة قوة رئيسية في السياسة الأميركية، والأمة قد تناوبت بين فترات المنافسة الحزبية والتحزب المكثف، فضلا عن فترات من الحزبين. وفقا لروبرت سيجل من الإذاعة الوطنية العامة، لم كان هناك تقريبا أي تعاون بين الديمقراطيين والجمهوريين في الولايات المتحدة خلال السنوات القليلة قبل عام 2010.
يمكن أيضا أن تكون بين الحزبين مجموعتين أو أكثر مقابل مثل (ليبرالي والمحافظ) للموافقة وتحديد خطة عمل على المسألة الملحة التي هي ذات أهمية كبيرة بالنسبة للناخبين.هذا التفسير يجمع الحزبين أقرب إلى مفهوم أكثر من تطبيق آخر الحزبية وصنع القرار؛ نهج يركز على حل يقوم بإنشاء نموذج الحكم مع طرف ثالث تستخدم للكشف عن تحيز الحكام.

## في السياسة الأمريكية
كانت هناك فترات من التعاون بين الحزبين في السياسة الأميركية، مثل عندما دعم الجمهوريين في مجلس الشيوخ التشريع الديمقراطي للرئيس جونسون في وقت مبكر من عام 1960، وعندما عمل الديمقراطيين مع الرئيس الجمهوري ريغان في أوائل عام 1980. في الولايات المتحدة في عام 2010، كان هناك خلاف واسع بين الجمهوريين والديمقراطيين، لأن حزب الأقلية صوت ككتلة واحدة ضد التشريعات الرئيسية، وفقا لجيمس فالوز في مجلة المحيط الأطلسي.وفي عام 2010، حزب الأقلية كان لديه القدرة على «ضبط صفوفه» حتى أنه لا أحد أنظم إلى الأغلبية، وهذه الحالة في الكونغرس لم يسبق لهل مثيل، وفقا لفالوز.
يرى في هذا عدم قدرة على التعاون بين الحزبين كدليل على وجود «عدم الهيكلية للحكومة الاميركية». وقال مستشار الرئيس أوباما، رام إيمانويل، تميزت الفترة من 2008 حتي 2010 بالتحزب المتطرف. بعد الانتخابات الأمريكية من عام 2010، مع تحقيق مكاسب كبيرة من الجمهوريين في مجلسي النواب والشيوخ، اقترح المحلل تشارلز بابينتن من وكالة اسوشيتد برس أن كلا الطرفين لا يزال متباعد بشأن القضايا الرئيسية مثل الهجرة والرعاية الصحية في حين قد يكون هناك فرص للتوصل إلى اتفاق حول قضايا أقل مثل السيارات الكهربائية، والطاقة النووية، والإعفاءات الضريبية للشركات؛ بابينتن لم يكن متفائلا بشأن فرص التعاون بين الحزبين حول القضايا الرئيسية في السنوات القليلة المقبلة، بينما أعرب المحلل بنديكت كاري في صحيفة نيويورك عن موافقته للمحللين السياسيين الذين يميلون إلى الموافقة على أن الحكومة ستواصل انقسامها وتميزها بالشلل والعداء، كان هناك بحوث تشير إلى أن البشر لديهم «قدرة عميقة من خلالها يمكن تشكيل تحالفات الخصوم،» وفقا لبروفسور جامعة بيركلي كيلتنر ديكر.
كثيرا ما تنشأ دعوة إلى التعاون بين الحزبين من الرؤساء الذين «لا يستطيعون الحصول على طريقهم في الكونغرس»، وفقا لرأي واحد. السياسات العسكرية للحرب الباردة والإجراءات مثل حرب العراق والترويج لها ودعمها، من خلال وسائل الإعلام، وأعمال الحزبين.